# Sant’Antonio a Tarsia (Nápoly)
A Sant’Antonio a Tarsia egy nápolyi templom. 1550-ben épült a Lateráni Szent János káptalan számára. A templomot a 18. század első felében építették újra. Homlokzatának stukkóit Angelo Viva faragta, a márvány Szent Antal-szobor viszont Francesco Pagano alkotása. A majolika padlóburkolatot 1739-ben Donato Massa készítette.

## További információ
- A Wikimédia Commons tartalmaz Sant’Antonio a Tarsia témájú kategóriát.